# 深圳地鐵13號線

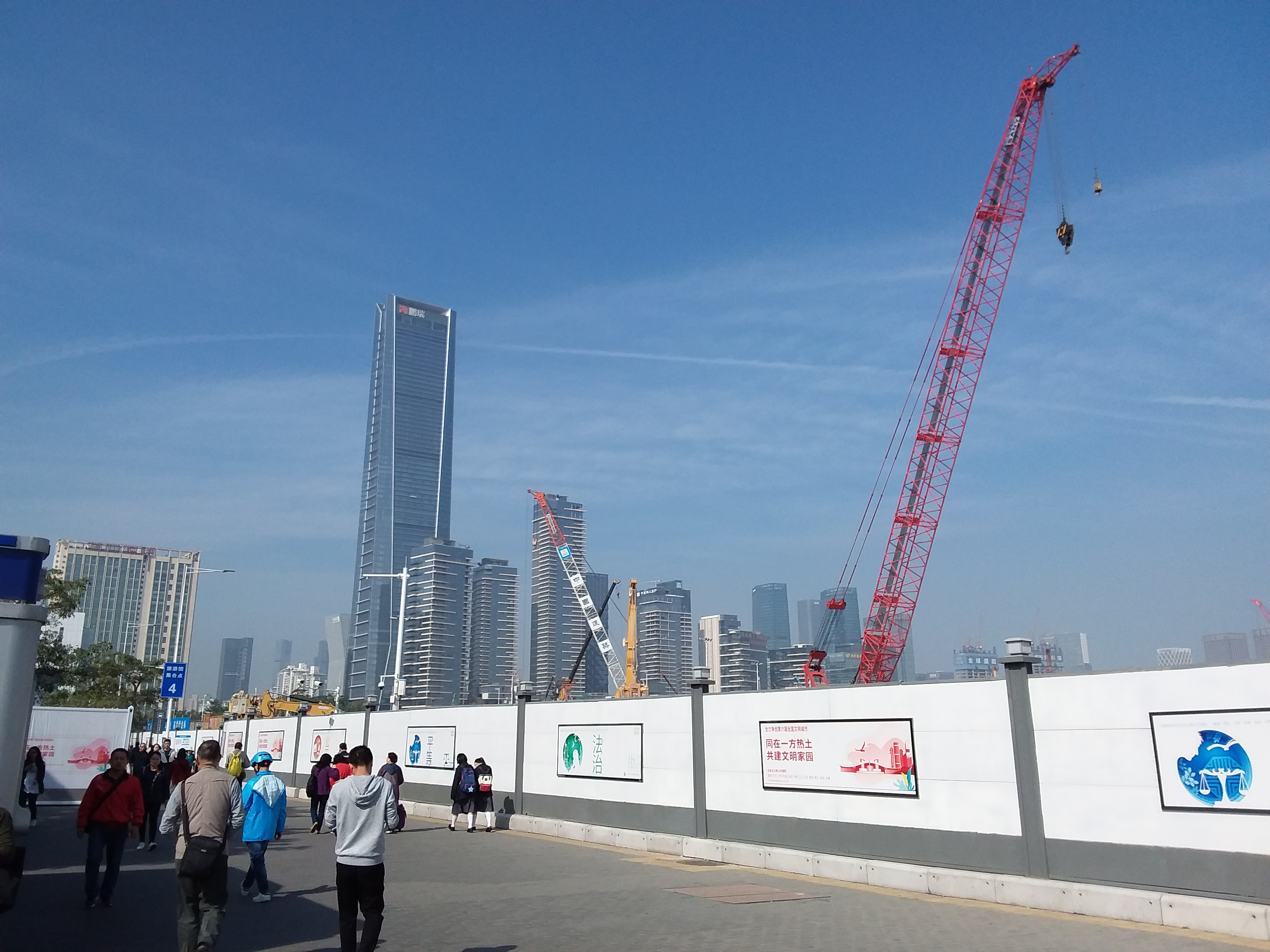
興建中的深圳地鐵13號線的深圳湾口岸站施工現場

深圳地鐵13號線，曾稱石岩線，是一條深圳地鐵路綫，全綫由東角頭到李松蓢，一共设站30座（車站名稱見下表），线路全长约45.81公里，全部为地下段，设30座地下站。
线路一期于2018年1月开工建设，一期南段（深圳湾口岸站至高新中站）2024年8月20日开始空载试运行，同年12月28日通车，一期北段（高新中站至上屋站）计划于2025年开通。13号线二期于2020年开工建设，预计分別於2025年完成北延段及2026年完成南延段建設。

## 历史

### 规划
深圳地鐵最早称为“13号线”的地铁线路是2008年2月深圳市规划局官方网站发布的《轨道线网规划方案》中提及的海上田园站至塘坑站的“外环组团快线”，連接沙井、光明、觀瀾、平湖、橫崗，长48.1公里，设车站25座。路綫定位為城市組團快綫，設計時速度達100公里，采用A型车8辆编组。
现时的深圳地铁13号线，由2017年7月7日国家发改委在《深圳市城市轨道交通第四期建设规划（2017-2022年）》批复，13号线一期工程自深圳湾口岸站至上屋北站（现上屋站），线路长23公里。
深圳地铁13号线二期则于2020年3月26日由国家发改委在《深圳市城市轨道交通第四期建设规划调整（2017-2022年）》批复，分为北延段（上屋站至公明北站，线路长18.8公里）及南延段（深圳湾口岸站至东角头站，线路长4.47公里）。

### 建设
- 2018年1月10日，深圳地铁13号线一期工程开工。
- 2020年7月23日，深圳市政府宣佈港鐵公司旗下的全資子公司港鐵軌道交通（深圳）有限公司和中鐵電氣化局組成的聯合體成功中標13號線項目，以民間興建營運後轉移模式（BOT模式）和合資方式，组建合资公司——港铁中铁电化轨道交通（深圳）有限公司聯合經營13號線[1]。這是港鐵（深圳）繼深圳地鐵4號線之後，第二條在深圳中標的地鐵線路。
- 2020年12月29日，深圳地铁13号线二期工程开工[11]。
- 2022年11月11日，深圳地铁13号线首列车在江门市下线[12]。
- 2023年11月6日，深圳地铁13号线首列车抵达内湖停车场[13]。12月中旬，13号线南段实现400V电通。[14]
- 2024年2月2日，13号线深圳湾口岸站至深大站区间完成热滑试验。[15]
- 2024年3月30日，深圳地鐵13號線二期（南延）歌劇院站-潮汐公園站右線區間順利始發。
- 2024年4月，該線有8列列車到達深圳內湖停車場，進行車輛與信號動態測試及各系統的綜合聯調聯試。
- 2024年4月19日，《深圳市軌道四期調整工程的站點命名規劃》獲批發布，確定深圳地鐵13號線二期車站命名。
- 2024年6月，深圳地鐵13號線二期（南延）工程歌劇院站主體結構全面封頂。
- 2024年7月10日，13號線一期南段（深圳湾口岸站至高新中站）完成熱滑。
- 2024年8月20日，13号线一期南段（深圳湾口岸站至高新中站）开始空载试运行，预计年末通车。
- 2024年10月14日，深圳市规划和自然资源局公布13号线北延和南延车站的正式站名。[16]
- 2024年12月28日，13號線一期南段（深圳灣口岸至高新中段）正式開通[17][18][19][20]。
- 2025年5月19日，13号线一期北段（高新北至上屋段）完成热滑，并宣布因配合西丽综合交通枢纽工程建设及尽快服务北段沿线居民出行的原因，开通后西丽高铁站将“越站”通过。[21]

## 車站及接駁路線
| 车站名称           | 英文名稱     | 所在区域     | 启用日期       | 换乘线路                                    | 月台类型         |
| 13号线南延線       | 13号线南延線 | 13号线南延線 | 13号线南延線   | 13号线南延線                                | 13号线南延線     |
| ------------------ | ------------ | ------------ | -------------- | ------------------------------------------- | ---------------- |
| 东角头             |              | 南山区       | 预计2026年     | █2号线                                      | 地下岛式月台     |
| 歌剧院             |              | 南山区       | 预计2026年     |                                             | 地下岛式月台     |
| 潮汐公园           |              | 南山区       | 预计2026年     |                                             | 地下岛式月台     |
| 13号线一期開通部分 |              |              |                |                                             |                  |
| 深圳湾口岸         |              | 南山区       | 2024年12月28日 |                                             | 地下西班牙式月台 |
| 人才公园           |              | 南山区       | 2024年12月28日 |                                             | 地下岛式月台     |
| 海                 |              | 南山区       | 2024年12月28日 | █2号线 █11号线                              | 地下岛式月台     |
| 科苑               |              | 南山区       | 2024年12月28日 | █2号线                                      | 地下岛式月台     |
| 粵海門             |              | 南山区       | 2024年12月28日 | █9号线                                      | 地下岛式月台     |
| 深大               |              | 南山区       | 2024年12月28日 | █1号线 █20号线                              | 地下岛式月台     |
| 高新中             |              | 南山区       | 2024年12月28日 |                                             | 地下岛式月台     |
| 13号线北延线       |              |              |                |                                             |                  |
| 高新北             |              | 南山区       | 预计2025年     |                                             | 地下岛式月台     |
| 西丽高铁站         |              | 南山区       | 预计2027年     | █15号线 █27号线 █29号线 深惠城际铁路 西丽站 | 地下岛式月台     |
| 石鼓               |              | 南山区       | 预计2025年     |                                             | 地下岛式月台     |
| 留仙洞             |              | 南山区       | 预计2025年     | █5号线                                      | 地下岛式月台     |
| 百旺港大           |              | 南山区       | 预计2025年     |                                             | 地下岛式月台     |
| 应人石             |              | 寶安區       | 预计2025年     |                                             | 地下岛式月台     |
| 罗租               |              | 寶安區       | 预计2025年     |                                             | 地下岛式月台     |
| 石岩               |              | 寶安區       | 预计2025年     | 石岩中心站：深大城际                        | 地下岛式月台     |
| 上屋               |              | 寶安區       | 预计2025年     | █6号线                                      | 地下岛式月台     |
| 红坳公园           |              | 光明区       | 预计2025年     |                                             | 地下岛式月台     |
| 光明城             |              | 光明区       | 预计2025年     | █6号线支线 █18号线 光明城站                 | 地下雙岛式站台   |
| 德雅路             |              | 光明区       | 预计2025年     |                                             | 地下岛式站台     |
| 凤凰城             |              | 光明区       | 预计2025年     | █6号线                                      | 地下岛式站台     |
| 月亮路             |              | 光明区       | 预计2025年     |                                             | 地下岛式站台     |
| 将围               |              | 光明区       | 预计2025年     |                                             | 地下岛式站台     |
| 新庄               |              | 光明区       | 预计2025年     |                                             | 地下岛式站台     |
| 公明广场           |              | 光明区       | 预计2025年     | █6号线                                      | 地下岛式站台     |
| 上村               |              | 光明区       | 预计2025年     |                                             | 地下岛式站台     |
| 下村               |              | 光明区       | 预计2025年     |                                             | 地下岛式站台     |
| 李松蓢             |              | 光明区       | 预计2025年     |                                             | 地下岛式站台     |
| 注释               |              |              |                |                                             |                  |
| 1. 2.              |              |              |                |                                             |                  |
| 论 编              |              |              |                |                                             |                  |

### 换乘站
已投入使用
- 海站：换乘2号线和11号线。2號線和11號線建設時均未作出預留，13號線月台設於11號線東側，13號線大廳將與11號線大廳通過換乘通道連接；另外，因本站只方便2號線和11號線（300多米）、11號線與13號線（100多米）之間的轉乘，2號線車站與13號線車站相距太遠（有近500多米），因此2號線與13號線的轉乘改以科苑站為主。
- 科苑站：换乘2号线。2號線建設時未作出預留，但13號線站台建設時也設置了與2號線站台的連接樓梯，從而實現“L”型的站台節點換乘。
- 粵海門站：换乘9号线。9號線建設時已同步建造下层的13号线月台及連接設施，為“T”型節點換乘。
- 深大站：换乘1号线。1號線建設時未作出預留，為大廳通道轉乘。

首期未投入使用轉乘站
- 人才公园站：换乘27号线。27號線二期為遠期線路，本線建造時仅预留轉乘节点。
- 深大站：换乘20号线。本線建造時已作出预留，預計為大廳通道轉乘。
- 高新中站：换乘21号线。21號線為遠期線路，本線建造時仅预留轉乘节点。
- 西丽高铁站：换乘15号线、27号线及29号线。地鐵樞紐車站隨國鐵西丽站改建时統一設計，分期建成。
- 留仙洞站：换乘5号线。5號線建設時未作出預留，預計為大廳通道轉乘。
- 石岩站：换乘25号线。25號線二期為遠期線路，本線建造時仅预留轉乘节点。
- 上屋站：换乘6号线。6号线建造時建設時未作出預留，預計為天地通道轉乘。

南北延段换乘站
- 东角头站：换乘2号线。2號線建設時未作出預留，預計需經站廳通道換乘。
- 光明城站：换乘6号线支線和18号线。6號線支線和13號線两者同期建设，雙島四線式平行换乘。
- 凤凰城站：换乘6号线。6号线建造時已预留换乘节点，為天地通道轉乘。
- 公明广场站：换乘6号线。6號線建設時已預留轉乘节点。
- 将围站：换乘29号线。29號線二期為遠期線路，未作預留。
- 李松蓢站：换乘26号线和东莞轨道交通5号线。两線为远期线路，本線建造時已預留两線換乘條件。

## 車輛段及停車場
本綫車輛段位於二期，設有公明車輛段，一期南段通車後為深圳地鐵四期首階段通車後唯一一條不設車輛段的綫路。
本綫在深圳灣口岸站東北侧設內湖停車場，位於東濱路與沙河西路交界處西北側，內湖公園之下，在后海站至人才公園站之間設出入段聯絡綫。

## 未來發展
深圳市發改委會在2019年2月25日進行環境評估公示，本綫將向南和北延伸。南延段將連接規劃中的深圳歌劇院，而北延段將連接光明區，最后在公明北站（现李松蓢站）与东莞轨道交通5号线换乘。2019年12月，在最新的公示文件中，13号线被南延至東角頭站与2号线换乘。
13号线二期于2020年12月29日开工，暂未确定通车日期。